# Neris (Thyreatis)

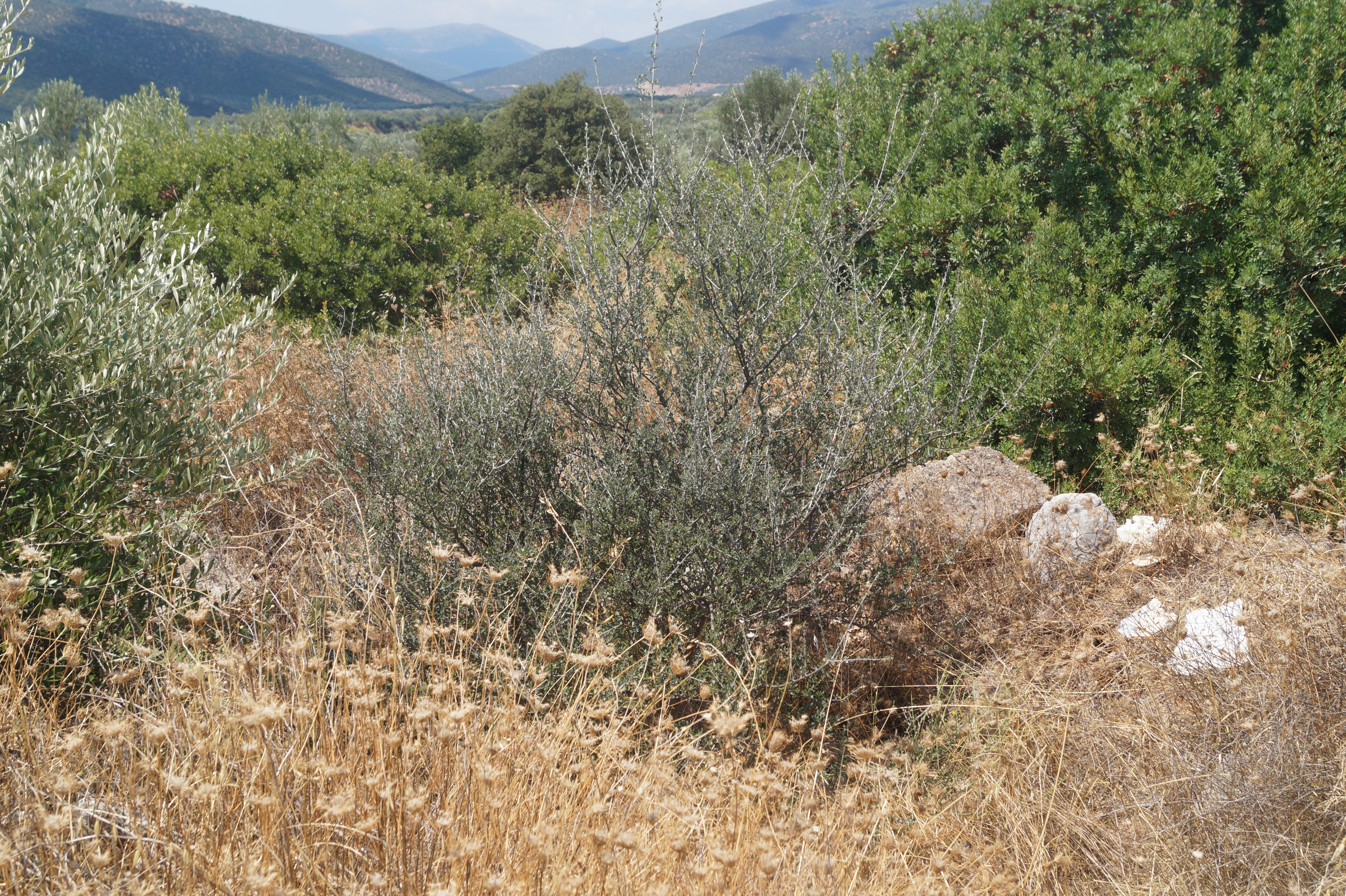
Überwucherte antike Mauerreste auf dem Kourmeti-Hügel

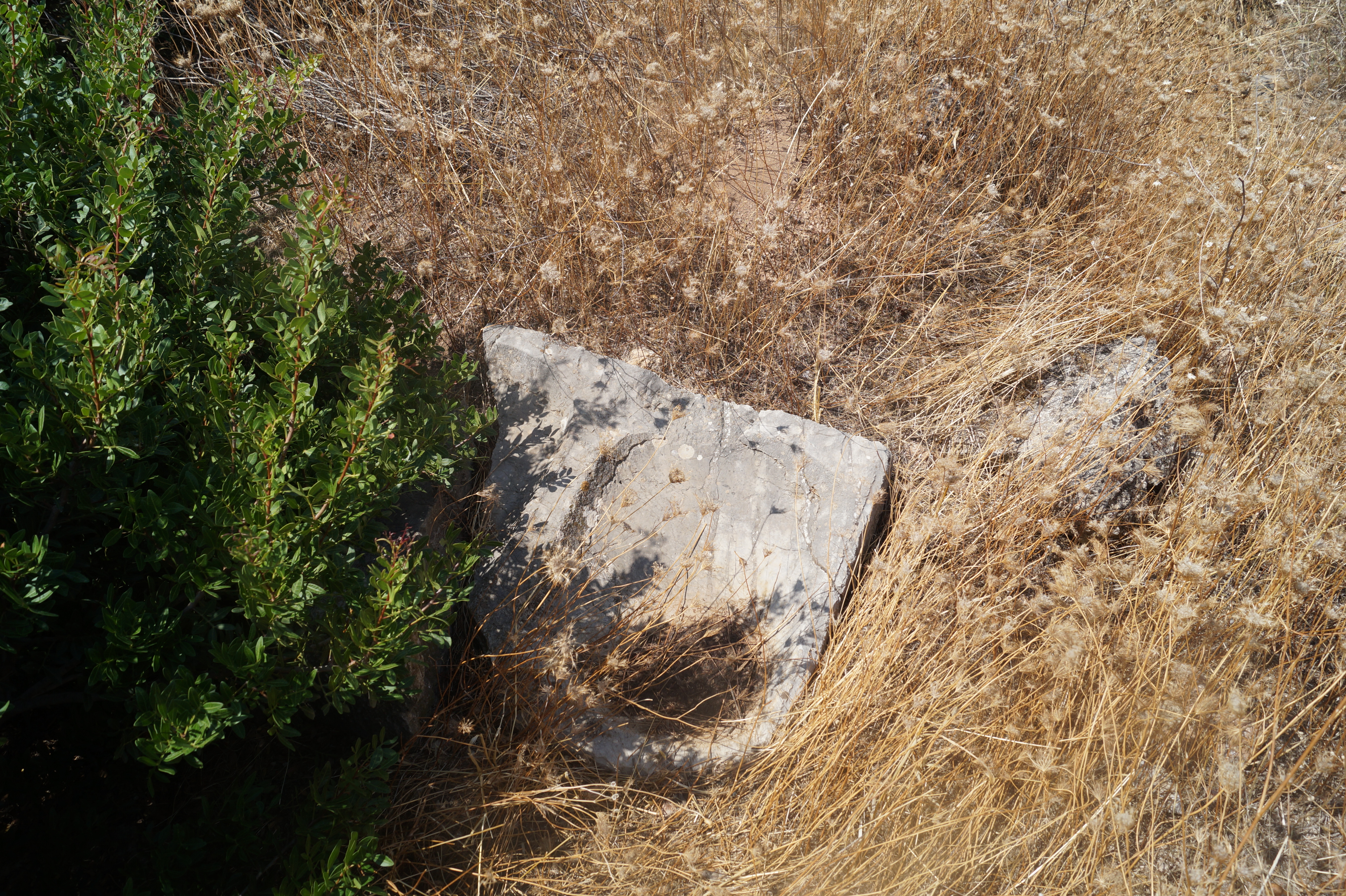
Bearbeiteter Stein auf dem Kourmeti-Hügel

Neris (altgriechisch Νηρίς oder altgriechisch Νῆρις) war ein antikes Dorf (altgriechisch κώμη) in der Thyreatis. Nach Pausanias lag es zwischen den Orten Anthene und Eua. Publius Papinius Statius berichtete, dass der Ort in einem langen Tal des Flusses Charadros lag und sich dem argivischen König Adrastos beim Zug der Sieben gegen Theben anschloss.
Ludwig Ross und Conrad Bursian vermuteten, dass es sich bei der befestigten Stadt von Elleniko um Neris handeln könnte. Anhand einer Inschrift konnte diese jedoch als Eua identifiziert werden. Emile Le Puillon de Boblaye setzte den Charadros mit dem Fluss von Agios Petros, einem Nebenfluss des Tanos, gleich und suchte entsprechend Neris im Hochgebirge. Ernst Curtius, der den Charadros mit dem heutigen Vrasiatis, der bei Agios Andreas ins Meer mündet, identifizierte, vermutete, dass Neris im Hochgebirge bei Agios Ioannis lag. William Martin Leake, Habbo Gerhard Lolling und Rudolf Heberdey lokalisierten den Ort etwa 2,6 km südlich von Agios Ioannis an der Stelle des Kastro Oria.
Nachdem man den Ort der Schlacht der 300 Erlesenen unterhalb des Gipfels des Zavitsas anhand einer Inschrift ermitteln konnte, war es auch möglich den Weg des Pausanias nachzuvollziehen. Er schrieb, dass er von dem Schlachtfeld über Anthene und Neris nach Eua kam. Aus diesem Grund vermutet man heute, dass Neris auf der Anhöhe Kourmeti oder Kourmeki, etwa 200 m westlich des Ortes Kato Doliana lag. Lolling berichtete, dass auf der Anhöhe, die auch Spιlies (griechisch Σπηλιές = Höhlen) genannt wurde, weil es im steilen Anhang unterhalb zahlreiche Höhlen gab, antike Siedlungsreste, wie Mauern, Zisternen, Gräber und andere Funde gab. Er identifizierte den Ort jedoch als Eua. Klaus Tausend berichtet, dass man hier Siedlungsreste aus prähistorischer, klassischer, hellenistischer und römischer Zeit fand und etwas nördlich des Hügels fand er eine antike Straße mit Wagenspuren, die nach Norden in Richtung des Schlachtfeldes führte – vermutlich die Straße auf der auch Pausanias reiste.